# Boeing 757
Boeing 757 — семейство двухдвигательных узкофюзеляжных среднемагистральных авиалайнеров, производившихся компанией Boeing с 1981 по 2004 год.
Изначально 757 был создан в качестве замены Boeing 727 для авиакомпаний British Airways и Eastern Air Lines, но позднее стал популярным на более загруженных рейсах между городами США, а также трансатлантических полётах между восточным побережьем Северной Америки и Западной Европой.
Производство самолётов модели 757 стало одним из наиболее коммерчески успешных проектов компании Boeing и было завершено 28 октября 2004 после 1050 выпущенных экземпляров.
Последний самолёт этого типа был передан 28 ноября 2005 года авиакомпании Shanghai Airlines.

## Аэродинамическая схема
Двухмоторный низкоплан с турбовентиляторными двигателями, стреловидным крылом и однокилевым оперением и трёхопорным шасси.

## Модификации
- Boeing 757-100 — изначально предложенный базовый вариант, рассчитанный как замена Boeing 727, вмещающему 150 человек. В реальности предложение не оказалось востребованным, и ни одного самолёта этого варианта не было произведено.
- Boeing 757-200 — Самый распространённый вариант 757. Вмещает от 200 до 235 пассажиров, в зависимости от индивидуальной конфигурации.
- Boeing 757-200F — грузовой вариант 757-200.
- Boeing 757-300 — удлинённый вариант 757-200, который производился с 1998 года. Вмещает от 243 до 280 пассажиров. Отличается увеличенной взлётной массой до 122 тонн и дальностью полёта до 6500 километров. Самолёты этого варианта также оснащены новым пассажирским салоном такого же типа, что и Boeing 737 Next Generation (-600/700/800/900).

## Лётно-технические характеристики
|                               | Boeing 757-200 | Boeing 757-200F | Boeing 757-300 |
| ----------------------------- | --- | --- | --- |
| Первый полёт                  | 19 февраля 1982 | | 2 августа 1998 |
| Экипаж                        | 2 | 2 | 2 |
| Вместимость (2 класса)        | 200 (12 первый+188 эконом) | — | 243 (12 первый+231 эконом) |
| Вместимость (1 класс)         | 221, 239 макс. | — | 280, 295 макс. |
| Грузовая вместимость          | 43,3 м³ | 239 м³ | 67,1 м³ |
| Пустая масса                  | 58 440 кг | 52 430 кг | 64 340 кг |
| Максимальная масса при взлёте | 115 900 кг | 115 900 кг | 123 600 кг |
| Запас топлива                 | 43 490 л | 42 680 л | 43 400 л |
| Расход топлива                | 3300 кг/час | 3300 кг/час | 3800 кг/час |
| Дальность                     | 7275 км | 5834 км | 6421 км |
| Крейсерская скорость          | М 0,80 (850 км/ч) | М 0,80 (850 км/ч) | М 0,80 (850 км/ч) |
| Служебный потолок             | 12 800 м | 12 800 м | 12 800 м |
| Длина                         | 47,32 м | 47,32 м | 54,47 м |
| Размах крыла                  | 38,05 м | 38,05 м | 38,05 м |
| Высота                        | 13,56 м | 13,56 м | 13,56 м |
| Ширина фюзеляжа               | 3,7 м | 3,7 м | 3,7 м |
| Силовые установки             | 2×Rolls-Royce RB211 (179 кН), или 2×Pratt & Whitney PW2037 (162,8 кН), или 2×Pratt & Whitney PW2040 (178,4 кН), или 2×Pratt & Whitney PW2043 (189,4 кН) | 2×Rolls-Royce RB211 (179 кН), или 2×Pratt & Whitney PW2037 (162,8 кН), или 2×Pratt & Whitney PW2040 (178,4 кН), или 2×Pratt & Whitney PW2043 (189,4 кН) | 2×Rolls-Royce RB211 (179 кН), или 2×Pratt & Whitney PW2037 (162,8 кН), или 2×Pratt & Whitney PW2040 (178,4 кН), или 2×Pratt & Whitney PW2043 (189,4 кН) |

## Эксплуатация
Исландия
25 ноября 2015 года авиакомпания Icelandair выполнила первый в мире коммерческий перелёт в Антарктиду на Boeing 757-200ЕR. Рейс был выполнен из чилийского Пунта-Аренаса на ледовую взлётно-посадочную полосу ледника Юнион Глейшер.
Россия
Самолёты Boeing 757 входят в парк четырёх российских авиакомпаний (2021 год):
- Azur Air — 9 самолётов (вместимость 238 пассажиров)[5].
- Royal Flight — 5 самолётов (вместимость 235 пассажиров)[6]
- Авиастар-ТУ — 4 самолёта (3 конвертированы в грузовой вариант)[7]
- Ерофей (E-cargo) — 1 самолёт (конвертированный в грузовой вариант)[8]

## Аварии и катастрофы
По состоянию на 8 апреля 2022 года в общей сложности в результате катастроф и серьёзных аварий были потеряны 13 самолётов Boeing 757. Также было 13 попыток угона, при этом погибли 108 человек. Всего в этих происшествиях погибли 575 человек.
| Дата       | Бортовой номер | Место происшествия      | Жертвы    | Краткое описание |
| ---------- | -------------- | ----------------------- | --------- | --- |
| 02.10.1990 | B-2812         | Гуанчжоу                | 82+46/122 | Ожидал взлёта, столкнулся с рухнувшим на полосу Boeing 737. |
| 06.04.1993 | н.д.           | Тайбэй                  | 0/200     | Попытка угона. |
| 25.07.1993 | н.д.           | Джибути                 | 0/134     | Был угнан двумя эфиопскими солдатами, вооружёнными фальшивой гранатой. |
| 02.08.1993 | N508UA         | Денвер                  | 0/164     | Жёсткая посадка из-за ошибок экипажа. |
| 23.01.1994 | н.д.           | Рим                     | 0/43      | Был угнан эфиопом, недовольным политической ситуацией в стране. |
| 25.04.1994 | н.д.           | Сана                    | 0/148     | Был угнан эфиопом, вооружённым игрушечным револьвером. |
| 25.11.1994 | N413UP         | Талса                   | 0/2       | Грузовой рейс. При посадке зацепил ВПП хвостовой частью. |
| 20.12.1995 | N651AA         | Кали                    | 159/163   | Разбился в горах, экипаж выбрал неверный пункт ориентировки. |
| 06.02.1996 | TC-GEN         | Атлантический океан     | 189/189   | Упал с эшелона. Датчик скорости был заблокирован гнездом песочной осы несколько дней до полёта и давал неверные показания. |
| 02.10.1996 | N52AW          | Тихий океан             | 70/70     | Упал с эшелона. Датчики на левой плоскости крыла были заклеены изоляционной лентой, которую забыли снять после мойки самолёта. |
| 10.03.1997 | B-27001        | Сямынь                  | 0/162     | Был угнан захватчиком, который хотел получить политическое убежище в КНР. |
| 24.12.1997 | PH-TKC         | Амстердам               | 0/213     | При посадке приземлился в 3 километрах после ВПП и загорелся. |
| 01.01.1998 | G-WJAN         | Пуэрто-Плата            | 0/228     | Ударился хвостовой частью о ВПП после посадки. |
| 22.02.1999 | N682DA         | Цинциннати              | 0/132     | Во время взлёта в двигатели затянуло стаю птиц. |
| 14.09.1999 | G-BYAG         | Жирона                  | 1/245     | Во время жёсткой посадки в ливень повредил стойку шасси, выкатился за пределы ВПП и разрушился. |
| 27.07.2000 | н.д.           | Нью-Йорк                | 0/150     | Попытка угона. |
| 11.09.2001 | N644AA         | Вашингтон               | 125+64/64 | Захвачен террористами. Врезался в здание Пентагона. |
| 11.09.2001 | N591UA         | Шанксвилл               | 44/44     | Захвачен террористами, летел в Вашингтон. Разбился в поле после того, как пассажиры вступили в борьбу с террористами. |
| 02.03.2002 | N589UA         | Сиэтл                   | 0/89      | Во время подготовки к взлёту в самолёт врезался антиобледенительный грузовик. |
| 01.07.2002 | A9C-DHL        | Боденское озеро         | 69+2/2    | Грузовой рейс. Столкнулся в воздухе с Ту-154 из-за ошибки авиадиспетчера. |
| 17.11.2002 | 4X-EBS         | Стамбул                 | 0/89      | Попытка угона. |
| 28.11.2002 | 4X-BAW         | Момбаса                 | 0/271     | Террористы выпустили по самолёту две ракеты «земля-воздух», но они пролетели мимо. |
| 19.01.2003 | N550NW         | Нью-Йорк                | 0/1       | Во время ремонта в него врезался A319. |
| 02.02.2003 | н.д.           | Фучжоу                  | 0/160     | Попытка угона. |
| 07.03.2008 | н.д.           | Ланьчжоу                | 0/н.д.    | Пассажирка пыталась поджечь самолёт. |
| 07.03.2013 | N698DL         | Атланта                 | 0/148     | Зацепил хвостовой частью ВПП при посадке. |
| 13.12.2013 | N202UW         | Амстердам               | 0/н.д.    | Столкнулся крыльями с Boeing 737-800. |
| 15.09.2014 | N654A          | Майами                  | 0/172     | При посадке задел хвостом ВПП, был повреждён и списан. |
| 22.10.2014 | N67171         | Миннеаполис             | 0/190     | Во время руления на ВПП столкнулся крыльями с E-170. |
| 26.02.2015 | C-GIAJ         | Ньюфаундленд и Лабрадор | 0/2       | Грузовой рейс. Едва избежал выкатывания с покрытой льдом ВПП. |
| 10.04.2017 | G-LSAI         | Аликанте                | 0/238     | Ударился хвостовой частью о ВПП. |
| 17.08.2017 | VQ-BTN         | Анталия                 | 0/н.д.    | Через несколько минут после взлёта, из-за технических неполадок в салоне резко снизилось давление. Пилот успешно вернул самолёт в аэропорт вылета. |
| 09.11.2018 | N524AT         | Джорджтаун              | 1/126     | Выкатился за пределы ВПП после аварийного возврата в аэропорт. |
| 28.11.2018 | N757AF         | Нью-Йорк                | 0/0       | Борт президента США. Рулящий Bombardier Global Express зацепил хвостом крыло стоящего 757-го. Самолёт был восстановлен. |
| 07.04.2022 | HP-2010DAE     | Сан-Хосе                | 0/2       | Отказ гидросистем после взлёта. При возвращении в аэропорт вылета выкатился за пределы ВПП и разрушился. |
| 04.10.2023 | N977FD         | Чаттануга               | 0/3       | Самолет компании FedEx, следовавший из Чаттануги в Мемфис, совершил аварийную посадку без шасси и выкатился за пределы взлетно-посадочной полосы в аэропорту Чаттануги, при приземлении лайнер выпустил сноп искр, пожара на борту не было, но двигатели задымились. В результате происшествия никто не пострадал. |

## Фотогалерея
- 757-200 British Airways
- 757-200 Eastern Air Lines
- 757-200 Northwest Airlines
- 757-200 Nepal Airlines
- 757-300 Condor Airlines
- 757-300 Delta Air Lines
- 757-300 Arkia Israel Airlines
- 757-200PF UPS Airlines
- 757-200SF FedEx
- 757-300 Skyline Express Airlines